# セルジオ・ドゥトラ・サントス
セルジオ・ドゥトラ・サントス（Sérgio Dutra Santos, 1975年10月15日 - ）は、ブラジルの元男子バレーボール選手。ポジションはリベロ。元ブラジル代表。

## 来歴
ブラジル代表のリベロに選出され、2001年に国際大会デビューを果たす。2001年ワールドリーグ、2003年ワールドリーグでベストレシーバー賞、2002年ワールドリーグでベストディガー賞を受賞、2002年世界選手権と2003年ワールドカップで金メダルを獲得し、ワールドカップではベストリベロ賞を受賞した。
2004年アテネオリンピックではブラジルにとって3大会ぶりの金メダル獲得に貢献するとともに、ベストディガー賞、ベストレシーバー賞、ベストリベロ賞の3賞を独占受賞し、同年オリンピック金メダリストの「世界一のリベロ」として、スーパーリーガからイタリア・セリエAの強豪クラブ・ピアチェンツァへ移籍した。2008年まで在籍したピアチェンツァでは、2007-08年欧州チャンピオンズリーグでベストリベロ賞を受賞している。
その後も2000年代のブラジルバレー黄金期のナショナルチームの守護神として活躍を続け、2006年世界選手権、2007年ワールドカップで金メダルを獲得し、ワールドカップでは2大会連続ベストリベロ賞を受賞。2008年北京オリンピックでは連覇はならなかったものの、銀メダル獲得に貢献した。
2009年ワールドリーグでは初のMVPと賞金30,000USドルを獲得。優勝した2009年南米選手権、2009年ワールドグランドチャンピオンズカップにおいてもベストリベロ賞を受賞した。
2012年8月のロンドンオリンピックでは、2大会連続となる銀メダルを獲得した。
2021年にバレーボール殿堂入り。

## 球歴
- オリンピック - 2004年（金メダル）、2008年（銀メダル）、2012年（銀メダル）、2016(金メダル)
- 世界選手権 - 2002年、2006年（金メダル）
- ワールドカップ - 2003年、2007年（金メダル）
- ワールドグランドチャンピオンズカップ - 2005年、2009年（優勝）
- ワールドリーグ - 2001年、2003年、2004年、2005年、2006年、2007年、2009年（優勝）

## 所属クラブ
- ECバネスパ （2003-2004年）
- パッラヴォーロ・ピアチェンツァ （2004-2008年）
- サンタンデール・サンベルナルド （2008-2010年）
- SESI São Paulo（2010-2017年）
- Corinthians-Guarulhos（2017-2019年）
- Ribeirão Preto Vôlei（2019-2020年）